# Флаг Минской области
Флаг Минской области (бел. Сцяг Мінскай вобласці) — официальный геральдический символ Минской области Беларуси. Утверждён указом президента Беларуси от 22 ноября 2007 года № 595.

## Использование
Флаг Минской области является её официальным геральдическим символом. Флаг Минской области – собственность Минской области, правом распоряжения которой обладает Минский областной исполнительный комитет.
Флаг Минской области размещается на зданиях, в которых расположены органы местного управления и самоуправления Минской области, а также в помещениях заседаний этих органов и в служебных кабинетах их руководителей. Флаг Минской области может размещаться в тех местах Минской области, где в соответствии с законодательством предусматривается размещение Государственного флага Республики Беларусь. При одновременном размещении Государственного флага Республики Беларусь, флага Минской области и других флагов их расположение определяется в соответствии с Законом Республики Беларусь от 5 июля 2004 года «О государственных символах Республики Беларусь» (Национальный реестр правовых актов Республики Беларусь, 2004 г., № 111, 2/1050). Флаг Минской области может использоваться также во время государственных праздников и праздничных дней, торжественных мероприятий, проводимых государственными органами и иными организациями, народных, трудовых, семейных праздников и мероприятий, приуроченных к памятным датам.
Право на использование флага Минской области в случаях, не указанных в пункте 2 настоящего Положения, может быть предоставлено по решению Минского областного исполнительного комитета.

## Описание
Флаг Минской области представляет собой прямоугольное полотнище красного цвета с соотношением сторон 1:2, в центре лицевой стороны которого — изображение герба Минской области.